# Arlo Technologies
Cet article possède un paronyme, voir Harlow.
Arlo Technologies est une entreprise de domotique qui fabrique des caméras de sécurité sans fil. Arlo était considérée comme une marque de Netgear, avant son introduction en bourse au New York Stock Exchange en août 2018. En septembre 2020, Arlo Pro avait livré 17 millions d'appareils avec 4,5 millions d'utilisateurs enregistrés, ce qui génère en moyenne plus de 180 millions de flux vidéo quotidiens.

## Histoire
Le 6 février 2018, Netgear a annoncé que le conseil d'administration avait approuvé à l'unanimité la séparation de son activité Arlo de Netgear. Au cours du deuxième trimestre 2018, l'unité Arlo de Netgear est devenue une holding d'Arlo Technologies, Inc. Arlo a émis moins de 20% de ses actions ordinaires lors de l'introduction en bourse, permettant à Netgear de détenir un contrôle majoritaire.
En 2019, Arlo fait appel à Verisure pour distribuer ses caméras en Europe.
Matthew McRae est en 2020 le PDG d'Arlo, il a rejoint Netgear en octobre 2017, en tant que vice-président de la stratégie.

## Produits

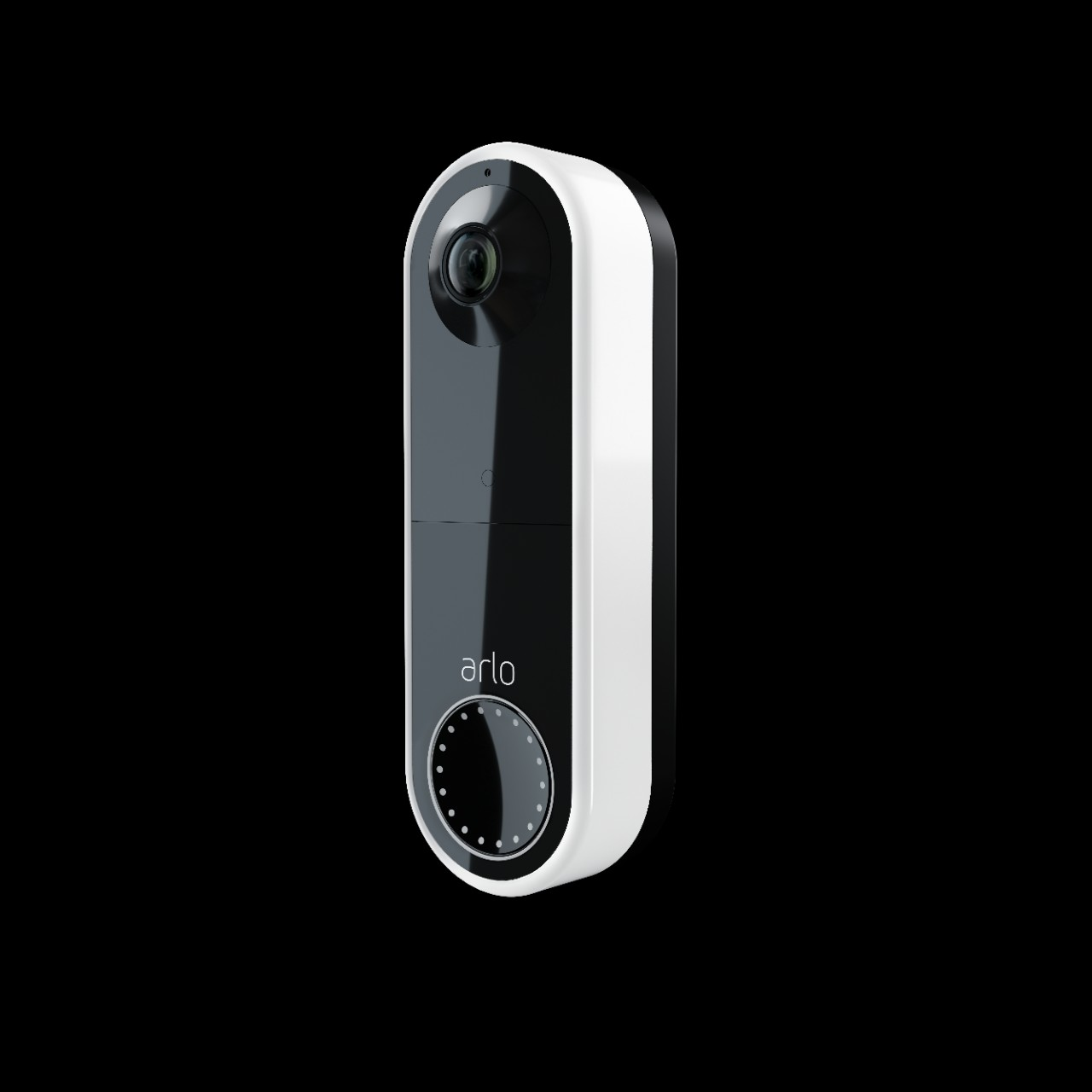
Sonnette vidéo Arlo.

La première caméra de sécurité Arlo est sortie au quatrième trimestre 2014 sur Amazon et chez Best Buy. La caméra de sécurité Arlo est une caméra de sécurité Wi-Fi fonctionnant sur batterie, avec une qualité vidéo HD 720p, une résistance aux intempéries conforme à la norme IP65 et une vision nocturne.
La caméra est également dotée d'un capteur de mouvement infrarouge passif qui, lorsqu'il est activé, enregistre une vidéo de l'événement de mouvement et en informe l'utilisateur sur son appareil mobile. Au deuxième trimestre 2015, Arlo avait expédié 100 000 caméras de sécurité.
Arlo propose également des variantes de ces appareils, notamment une version portable et une version pour la surveillance des bébés.
La dernière nouveauté, Arlo Ultra, est également une caméra de sécurité Wi-Fi fonctionnant sur batterie avec une vidéo HDR (High Dynamic Range) de 4K, une vision nocturne améliorée, une vue panoramique à 180°, un projecteur intégré et une fonction d'annulation de bruit.
Cette caméra dispose également d'une fonction de zoom et de suivi automatique qui s'adapte aux mouvements, en focalisant son image sur ce qui bouge. Les données des capteurs d'images sont analysées image par image; si aucun mouvement n'est détecté, rien n'est transmis à la station de base.
Les caméras Arlo sont conçues pour utiliser une faible puissance en mode "balayage" normal.
En 2020 les produits de la marque comprennent des caméras sans fil, des caméras mobiles, des caméras alimentées par courant alternatif, des moniteurs pour bébés, des lumières et des sonnettes de porte.

## Fabrication
La fabrication d'Arlo est sous-traitée à Foxconn et Pegatron.